# Blitzenrod

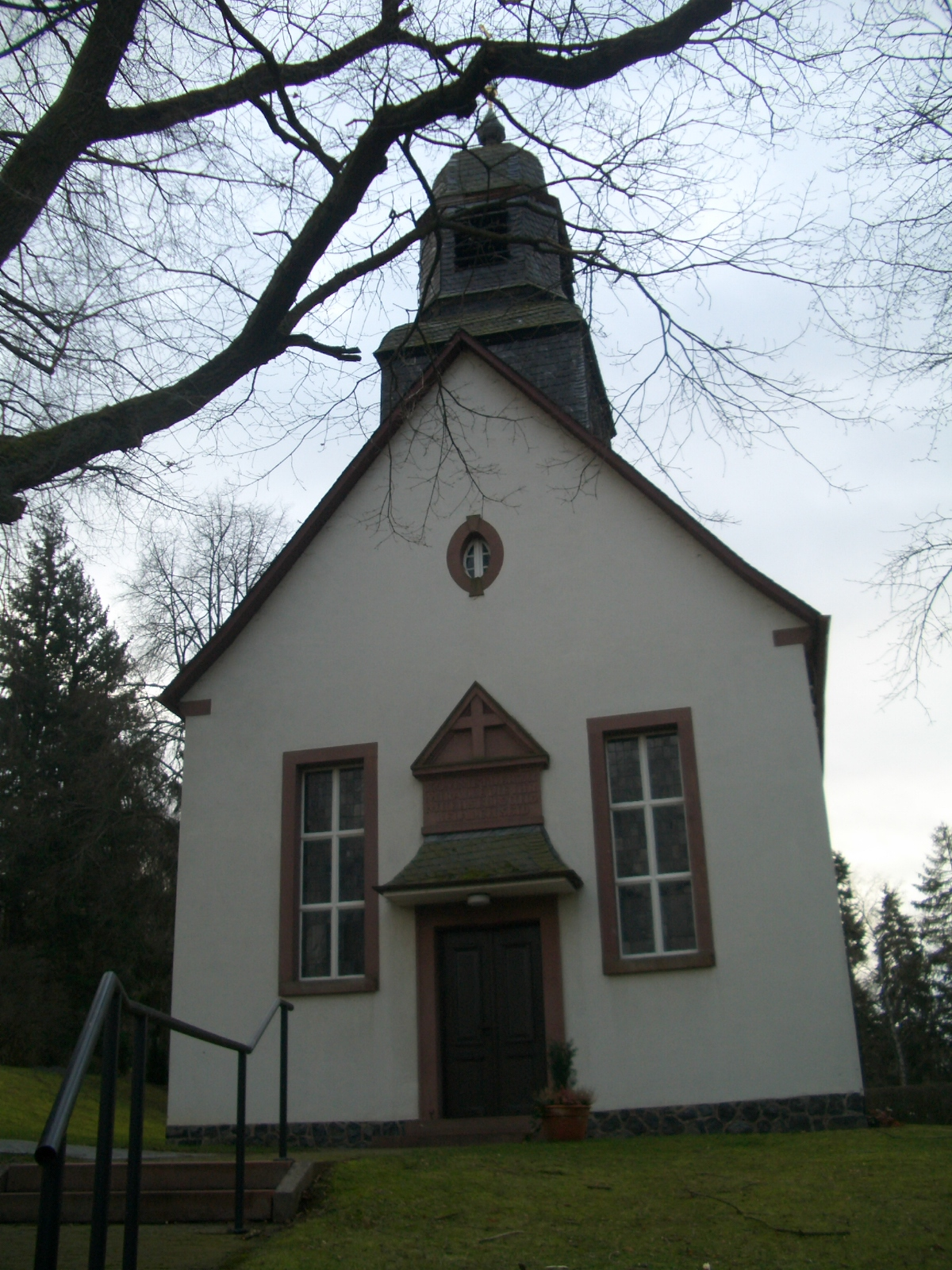
Die evangelische Kirche in Blitzenrod

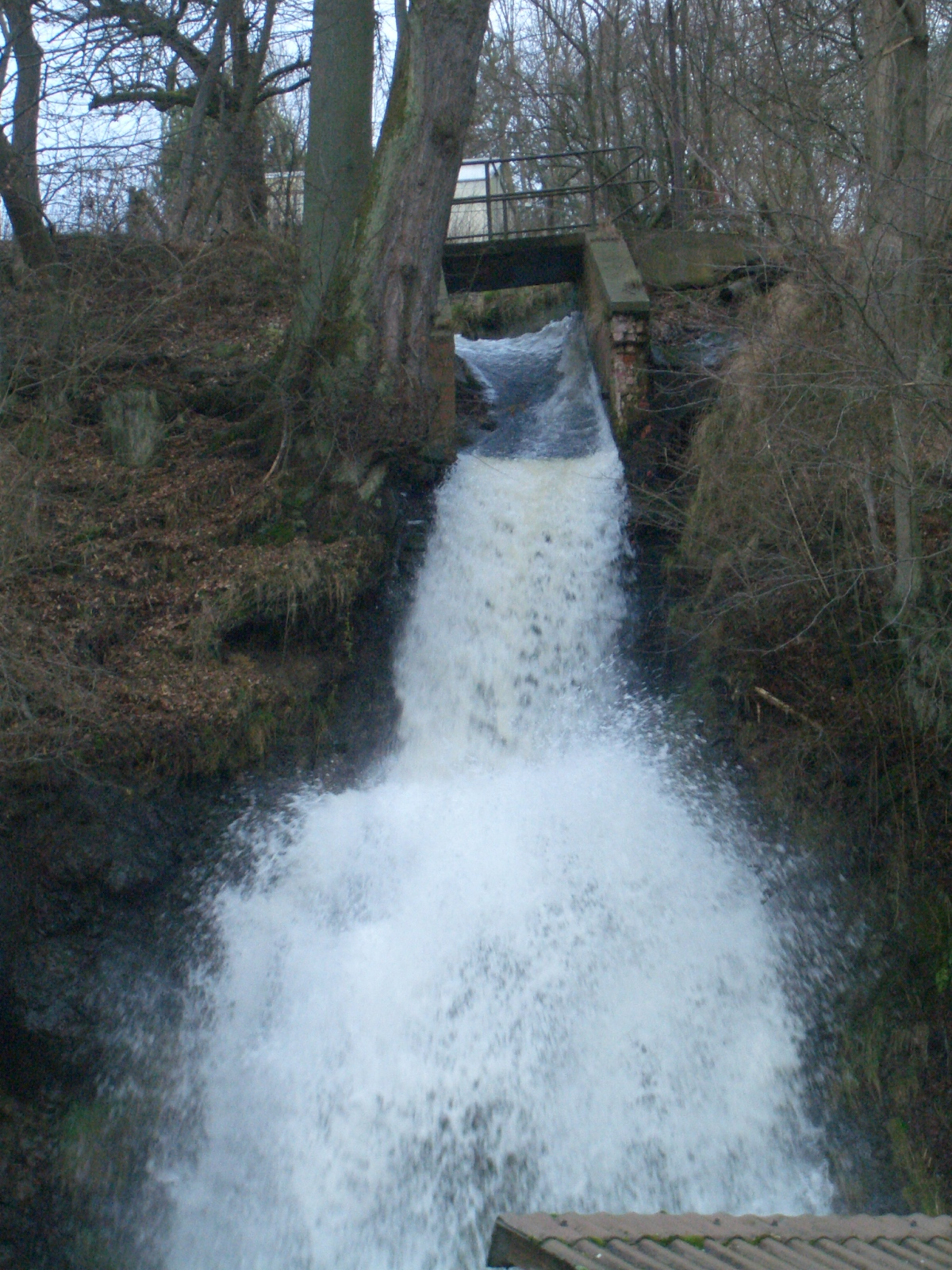
Der Wasserfall der Lauter in Blitzenrod

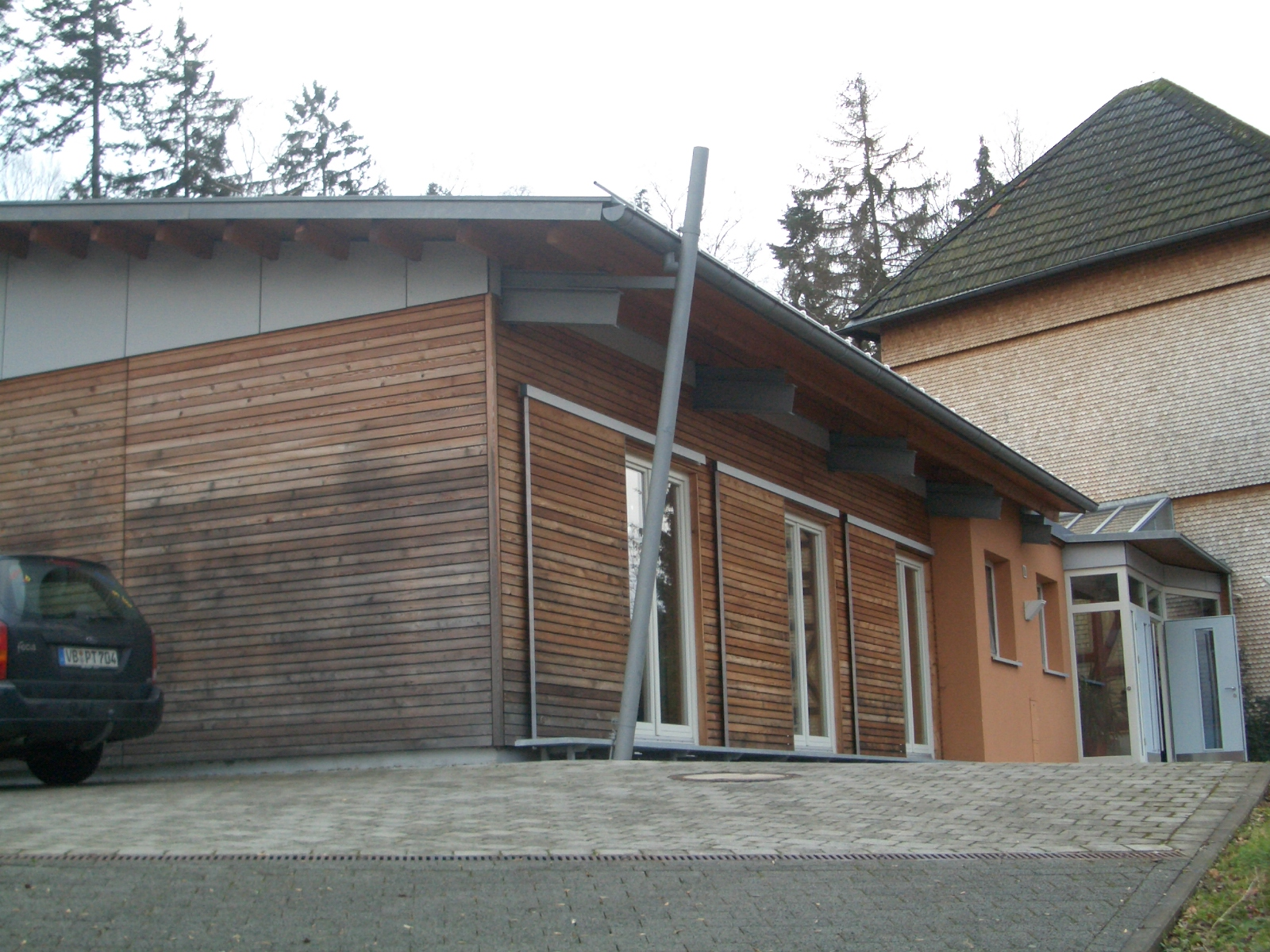
Das evangelische Gemeindehaus in Blitzenrod –

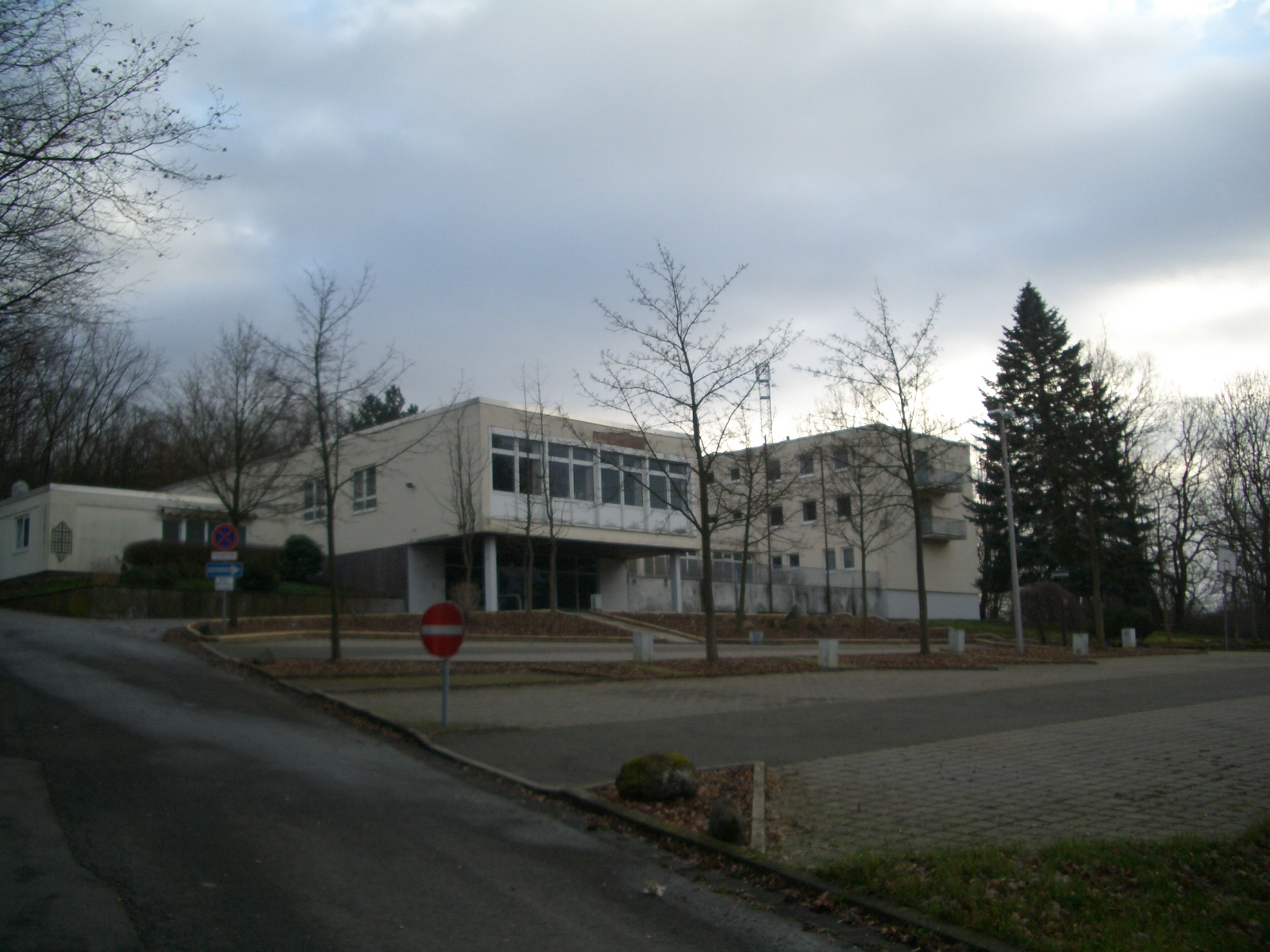
Das Bildungszentrum Berghaus

Blitzenrod ist eine ehemals selbständige Gemeinde und seit dem 1. April 1939 ein Teil der mittelhessischen Kreisstadt Lauterbach.

## Geographie
Der Ort, durch den die Lauter fließt, grenzt im Norden direkt an die Kernstadt Lauterbach. Etwa 1 km westlich liegt Frischborn, im Süden in 1 km Entfernung liegt Eisenbach mit dem Schloss Eisenbach, 3 km im Osten liegt Angersbach und ebenso weit ist es nach Rudlos im Südosten. Die den Stadtteil umgebenden Wiesen und Wälder östlich und südöstlich von Blitzenrod sind exemplarisch für die besondere Natur des Vogelsbergs.

## Ortsgeschichte

### Ortsname
Dass die Entstehung des Ortsnamens auf die Vermutung zurückgehe, dass er etwas mit Blitzen zu tun habe, ist falsch. Die Namensforschung deutet den Ortsnamen als Rodung eines „Blidizo“. Damit erfolgt die Ortsnamenbildung von Blitzenrod wie bei Allmenrod, nämlich Personennamen und Endung -rod.

### Mittelalter
Der Ort war ursprünglich im Besitz des Klosters Fulda. Der Niederadlige Johann von Hattenbach bestätigte am 5. Juni 1428, dass er durch Johann I. von Merlau, Fürstabt der Reichsabtei Fulda, mit Gärten und Äckern bei Luternbach, drei Gütern und einer Mühle in Wickards, zwei Gütern in Bliczenrode und weiteren Gütern belehnt wurde. Dies ist auch die erste urkundliche Erwähnung des Ortes.
Hermann IV. Riedesel zu Eisenbach, Erbmarschall zu Hessen, und sein Bruder Theodor Riedesel belehnten am 20. November 1504 Hans Hold, dessen Ehefrau Gele und ihre Erben mit einem Driesch (drisch) zu „Plitzenrode“, eingerahmt von Deyhes Wiese, Henn Agkers oberer Wiese, das Wasser sowie durch den Berg, wobei dem Belehnten erlaubt ist, das Wasser zur Bewässerung zu nutzen.
1504 heißt es: „gelegen unter Plitzenrade“.
Blitzenrod war ein Dorf im Herrschaftsbereich der Riedesel. Die Riedesel besaßen im Dorf Güter, die sie als Lehen vergaben, u. a. an Bürger in Lauterbach. Am 19. Juni 1464 erhielten „Henne Linenweber“ (Leinenweber) aus Lauterbach und seine Erben ein Gut zu „Blitzenrode“ als Lehen, das von dem alten „Henne Bornträger“ bearbeitet wurde und Linenwebers in Erbleihe gehört hatte. Verliehen wurde es von Hermann II. Riedesel. Der Vater Linenwebers hatte das Gut zu „Bliczenrode“ als rechtes Mannlehen am 20. Mai 1457 von Hermann III. Riedesel erhalten.
Diese drei Dörfer hatten auch einen gemeinsamen Mühlenbann. Das Bannrecht galt für die Mühle zu Frischborn. 1799 wurde das Bannrecht durch fremde Müller verletzt.

### Neuzeit
Im 16. Jahrhundert, am 1. August 1572, wird ein Grundstück bei der Schmiede zu „Plitzenrodt“ genannt.
Im 17. Jahrhundert gehörte Blitzenrod zum Gericht Engelrod. Das Gericht Engelrod umfasste neben Blitzenrod die Orte Hörgenau Engelrod, Dirlammen, Hopfmannsfeld, Eichenrod, Eichelhain, Lanzenhain und Frischborn.
In den Riedeseldörfern Blitzenrod, Dirlammen und Frischborn kam es zwischen 1763 und 1767 zu Streitigkeiten mit den Riedeseln wegen der Zehntabgaben für Flachs und Kartoffeln.
Die Statistisch-topographisch-historische Beschreibung des Großherzogthums Hessen berichtet 1830 über Blitzenrod:

„Blitzenrod (L. Bez. Lauterbach) evangel. Filialdorf; liegt im Vogelsberg 1⁄2 St. von Lauterbach, gehört dem Freiherrn von Riedesel, hat 7 Häuser und 57 evangel. Einwohner;“

Am 1. April 1939 wurde die Gemeinde Blitzenrod in die Stadt Lauterbach eingemeindet.

### Hutfabrik
Direkt an der B 275 in Blitzenrod befindet sich die älteste Hut- und Mützenfabrik Deutschlands, das Unternehmen R&M Wegener. Das weitläufige Gebäude wurde am 1. März 1884 von R&M Wegener in Besitz genommen, nachdem das Gelände jahrelang als Spinnerei diente, die jedoch abgebrannt war.

### Verwaltungsgeschichte im Überblick
Die folgende Liste zeigt die Staaten und Verwaltungseinheiten, denen Blitzenrod angehört(e):
- vor 1567: Heiliges Römisches Reich, Landgrafschaft Hessen, Gericht Engelrod der Freiherren Riedesel zu Eisenbach
- ab 1567: Heiliges Römisches Reich, Gericht Engelrod[18]
- 1604–1648: Heiliges Römisches Reich, strittig zwischen Landgrafschaft Hessen-Darmstadt und Landgrafschaft Hessen-Kassel (Hessenkrieg)
- ab 1623: Heiliges Römisches Reich, Landgrafschaft Hessen-Darmstadt, Oberfürstentum Hessen, Gericht Engelrod (Freiherren Riedesel zu Eisenbach)[19]
- 1787: Heiliges Römisches Reich, Landgrafschaft Hessen-Darmstadt, Oberfürstentum Hessen, Amt Ulrichstein, Gericht Engelrod
- ab 1806: Großherzogtum Hessen, Fürstentum Oberhessen, Amt Ulrichstein, Gericht Engelrod[20][21]
- ab 1815: Großherzogtum Hessen, Provinz Oberhessen, Amt Engelrod der Freiherren Riedesel zu Eisenbach[22]
- ab 1821: Großherzogtum Hessen, Provinz Oberhessen, Landratsbezirk Herbstein[23][Anm. 2]
- ab 1825: Großherzogtum Hessen, Provinz Oberhessen, Umbenennung in Landratsbezirk Lauterbach
- ab 1848: Großherzogtum Hessen, Regierungsbezirk Alsfeld
- ab 1852: Großherzogtum Hessen, Provinz Oberhessen, Kreis Lauterbach
- ab 1867: Norddeutscher Bund, Großherzogtum Hessen, Provinz Oberhessen, Kreis Lauterbach
- ab 1871: Deutsches Reich, Großherzogtum Hessen, Provinz Oberhessen, Kreis Lauterbach
- ab 1918: Deutsches Reich (Weimarer Republik), Volksstaat Hessen, Provinz Oberhessen, Kreis Lauterbach

### Gerichte seit 1803
In der Landgrafschaft Hessen-Darmstadt wurde mit Ausführungsverordnung vom 9. Dezember 1803 das Gerichtswesen neu organisiert. Für das Fürstentum Oberhessen (ab 1815 Provinz Oberhessen) wurde das „Hofgericht Gießen“ eingerichtet. Es war für normale bürgerliche Streitsachen Gericht der zweiten Instanz, für standesherrliche Familienrechtssachen und Kriminalfälle die erste Instanz. Übergeordnet war das Oberappellationsgericht Darmstadt. Die Rechtsprechung der ersten Instanz wurde durch die Ämter bzw. Standesherren vorgenommen und somit war für Blitzenrod ab 1806 das „Patrimonialgericht der Freiherren Riedesel zu Eisenbach“ in Engelrod zuständig.
Nach der Gründung des Großherzogtums Hessen 1806 wurden die Aufgaben der ersten Instanz 1821–1822 im Rahmen der Trennung von Rechtsprechung und Verwaltung auf die neu geschaffenen Land- bzw. Stadtgerichte übertragen. Dafür wurde das standesherrliche  „Landgericht Lauterbach“ geschaffen, das für Blitzenrod zuständig war.
Anlässlich der Einführung des Gerichtsverfassungsgesetzes mit Wirkung vom 1. Oktober 1879, infolge derer die bisherigen großherzoglichen Landgerichte durch Amtsgerichte an gleicher Stelle ersetzt wurden, während die neu geschaffenen Landgerichte nun als Obergerichte fungierten, kam es zur Umbenennung in „Amtsgericht Lauterbach“ und Zuteilung zum Bezirk des Landgerichts Gießen.

### Einwohnerentwicklung
| • 1806: | 40 Einwohner, 7 Häuser             |
| • 1829: | 57 Einwohner, 7 Häuser             |
| • 1867: | 90 Einwohner, 12 bewohnte Gebäude  |
| • 1875: | 104 Einwohner, 11 bewohnte Gebäude |

| Blitzenrod: Einwohnerzahlen von 1800 bis 2015 | Blitzenrod: Einwohnerzahlen von 1800 bis 2015 | Blitzenrod: Einwohnerzahlen von 1800 bis 2015 | Blitzenrod: Einwohnerzahlen von 1800 bis 2015 | Blitzenrod: Einwohnerzahlen von 1800 bis 2015 |
| --- | --------------------------------------------- | --------------------------------------------- | --------------------------------------------- | --------------------------------------------- |
| Jahr |                                               |                                               |                                               | Einwohner                                     |
| 1800 | 1800                                          |                                               | 37                                            | 37                                            |
| 1806 | 1806                                          |                                               | 40                                            | 40                                            |
| 1829 | 1829                                          |                                               | 57                                            | 57                                            |
| 1834 | 1834                                          |                                               | 54                                            | 54                                            |
| 1840 | 1840                                          |                                               | 88                                            | 88                                            |
| 1846 | 1846                                          |                                               | 157                                           | 157                                           |
| 1852 | 1852                                          |                                               | 86                                            | 86                                            |
| 1858 | 1858                                          |                                               | 87                                            | 87                                            |
| 1864 | 1864                                          |                                               | 91                                            | 91                                            |
| 1871 | 1871                                          |                                               | 102                                           | 102                                           |
| 1875 | 1875                                          |                                               | 104                                           | 104                                           |
| 1885 | 1885                                          |                                               | 110                                           | 110                                           |
| 1895 | 1895                                          |                                               | 172                                           | 172                                           |
| 1905 | 1905                                          |                                               | 197                                           | 197                                           |
| 1910 | 1910                                          |                                               | 242                                           | 242                                           |
| 1925 | 1925                                          |                                               | 285                                           | 285                                           |
| 1950 | 1950                                          |                                               | ?                                             | ?                                             |
| 1970 | 1970                                          |                                               | ?                                             | ?                                             |
| 1990 | 1990                                          |                                               | ?                                             | ?                                             |
| 2003 | 2003                                          |                                               | 1.037                                         | 1.037                                         |
| 2005 | 2005                                          |                                               | 1.007                                         | 1.007                                         |
| 2010 | 2010                                          |                                               | 861                                           | 861                                           |
| 2015 | 2015                                          |                                               | 802                                           | 802                                           |
| Datenquelle: Historisches Gemeindeverzeichnis für Hessen: Die Bevölkerung der Gemeinden 1834 bis 1967. Wiesbaden: Hessisches Statistisches Landesamt, 1968. Weitere Quellen: 1800; Stadt Lauterbach |                                               |                                               |                                               |                                               |

## Politik
Der Ort gehört zur Kernstadt und ist kein eigener Stadtteil. Daher hat Blitzenrod auch keinen eigenen Ortsbeirat.

## Kultur und Sehenswürdigkeiten
Die ehemalige Gemeinde Blitzenrod verfügt über eine eigene evangelische Kirche. In ihr finden etwa 150 Personen Platz. Die dortigen Glasfenster schuf Alexander Linnemann aus Frankfurt. Das in geringer Entfernung dazu errichtete Gemeindehaus wird zu Veranstaltungen aller Art genutzt.

## Wirtschaft und Infrastruktur

### Stromversorgung
Ein auf dem Gelände der Hutfabrik Wegener fließender Wasserfall treibt schon seit Zeiten eine Turbine zur Stromgewinnung an, die heute für die Stromversorgung der Hutfabrik und von Blitzenrod dient.

### Weitere Einrichtungen
- Berghaus des Bildungs- und Technologiezentrum für Elektro- und Informationstechnik e. V. „Berghaus“

### Verkehr

#### Bahnverkehr
Blitzenrod besaß einen Bahnhof an der Bahnstrecke Bad Vilbel–Lauterbach; Teile sind erhalten geblieben. Eine Gedenktafel am Vulkanradweg in der Nähe des Blitzenröder Bahnhofes erinnert an ein Unglück im Jahr 1900 bei dem englische Mineure, die den Felsdurchbruch am Seibertsberg erstellten, um ihr Leben kamen; diese wurden auf dem alten Blitzenröder Friedhof beigesetzt.

#### Hauptverkehrsstraßen
Die Bundesstraße 275 verläuft als Teil der Deutschen Märchenstraße durch Blitzenrod und trägt innerhalb des Ortes den Namen Vogelsbergstraße.

#### Radwege
Am Ortsrand von Blitzenrod entlang verläuft der Vulkanradweg auf der Trasse der ehemaligen Bahnstrecke Bad Vilbel–Lauterbach. Er ist Teil des BahnRadweg Hessen, der auf ehemaligen Bahntrassen ca. 250 km durch den Vogelsberg und die Rhön führt.

#### Busverbindungen
Blitzenrod ist über die Buslinie VB-20 an die Kernstadt Lauterbach angeschlossen.